# DFB-Pokal 2019/20 (Frauen)
Der DFB-Pokal der Frauen wurde in der Saison 2019/20 zum 40. Mal ausgespielt. Das Finale fand wie seit der Saison 2009/10 im Rheinenergiestadion in Köln statt.

## Teilnehmende Mannschaften
Automatisch qualifiziert sind die Mannschaften der 1. und 2. Bundesliga der abgelaufenen Spielzeit. Dazu kommen die Meister der fünf Regionalligastaffeln und die Sieger der 21 Landespokalwettbewerbe. Zweite Mannschaften sind grundsätzlich nicht teilnahmeberechtigt. Gewinnt eine zweite Mannschaft, deren 1. Mannschaft bereits für den DFB-Pokal qualifiziert ist, oder ein Regionalligameister, den Landespokal, so rückt der jeweils unterlegene Finalist in den DFB-Pokal nach.
Die qualifizierten Teams für die erste Runde lassen darauf schließen, dass auch die Vizemeister der Regionalliga zugelassen wurden (Bocholt 2. West, Nürnberg 3. Süd, Walddörfer SV 2. Nord, Niederkirchen 2. Südwest).
| Bundesliga die 12 Vereine der Saison 2018/19 | 2. Bundesliga 8 der 14 Vereine der Saison 2018/19 1 | Regionalliga 4 der 5 Meister der Regionalliga-Saison 2018/19 1 und Zweite |
| VfL Wolfsburg (TV) FC Bayern München 1. FFC Turbine Potsdam SGS Essen 1. FFC Frankfurt TSG 1899 Hoffenheim SC Freiburg SC Sand MSV Duisburg Bayer 04 Leverkusen Werder Bremen (II) Borussia Mönchengladbach (II)                    | 1. FC Köln (I) FF USV Jena (I) SV Meppen 1. FC Saarbrücken FSV Gütersloh 2009 BV Cloppenburg FSV Hessen Wetzlar (III) SV 67 Weinberg (III) | SG 99 Andernach (II) 1. FC Union Berlin (III) Arminia Bielefeld (II) Borussia Bocholt (III) FC Ingolstadt 04 (II) 1. FFC 08 Niederkirchen (III) 1. FC Nürnberg (III) Walddörfer SV (III)                                                   |
| Verbandspokale die Landespokalsieger der 21 Landesverbände des DFB | | |
| - Baden Karlsruher SC (IV) - Bayern FC Forstern (III) - Berlin 4 FC Viktoria 1889 Berlin (III) - Brandenburg FSV Babelsberg 74 (IV) - Bremen TuS Schwachhausen (IV) - Hamburg Hamburger SV (III) - Hessen Eintracht Frankfurt (III) | - Mecklenburg-Vorpommern HSG Warnemünde (IV) - Mittelrhein SC Fortuna Köln (IV) - Niederrhein 1. FC Mönchengladbach (IV) - Niedersachsen Eintracht Braunschweig (IV) - Rheinland 2 SV Holzbach (IV) - Saarland SV Göttelborn (III) - Sachsen RB Leipzig (III) | - Sachsen-Anhalt Magdeburger FFC (III) - Schleswig-Holstein Holstein Kiel (III) - Südbaden Hegauer FV (III) - Südwest TuS Wörrstadt (III) - Thüringen 3 1. FFV Erfurt (III) - Westfalen SpVg Berghofen (III) - Württemberg SV Hegnach (IV) |
| Ligaebene in Klammern: I = Bundesliga • II = 2. Bundesliga • III = Regionalliga • IV = 4. Liga • V = 5. Liga • VI = 6. Liga | | |

## Modus
Klassentiefere Teams erhalten bis zum Viertelfinale das Heimrecht gegen klassenhöhere zugesprochen. Sollten sich jedoch beide Teams unterhalb der 2. Bundesliga befinden, erfolgt kein Heimrechttausch.

## Termine
Die Spielrunden wurden ursprünglich für die folgenden Termine terminiert:
- 1. Runde: 3./4. August 2019
- 2. Runde: 7./8. September 2019
- Achtelfinale: 16./17. November 2019
- Viertelfinale: 21./22. März 2020
- Halbfinale: 18./19. April 2020
- Finale: Mai 2020 in Köln (Pfingsten)

Die für 2020 angesetzten Termine verschoben sich wegen der COVID-19-Pandemie jedoch um einige Monate und wurden im Juni und Juli des Jahres ausgetragen.

## 1. Runde
Die Auslosung erfolgte am 11. Juli. Die Mannschaften der ersten Bundesliga und die drei bestplatzierten startberechtigten Mannschaften der 2. Bundesliga (1. FC Köln, USV Jena und der SV Meppen) erhielten ein Freilos.
| Datum          |                             | Ergebnis |                               |
| -------------- | --------------------------- | -------- | ----------------------------- |
| 3. August 2019 | Eintracht Braunschweig (IV) | 1:3      | Arminia Bielefeld (II)        |
| 3. August 2019 | FSV Babelsberg 74 (IV)      | 1:6      | Walddörfer SV (III)           |
| 4. August 2019 | 1. FFV Erfurt (III)         | 0:7      | 1. FC Saarbrücken (II)        |
| 4. August 2019 | Hegauer FV (III)            | 0:1      | FC Ingolstadt 04 (II)         |
| 4. August 2019 | FC Forstern (III)           | 2:0      | 1. FFC 08 Niederkirchen (III) |
| 4. August 2019 | TuS Wörrstadt (III)         | 1:0      | 1. FC Mönchengladbach (IV)    |
| 4. August 2019 | Hamburger SV (III)          | 2:0      | 1. FC Union Berlin (III)      |
| 4. August 2019 | RB Leipzig (III)            | 4:2      | BV Cloppenburg (II)           |
| 4. August 2019 | Borussia Bocholt (III)      | 3:0      | FC Viktoria 1889 Berlin (III) |
| 4. August 2019 | TuS Schwachhausen (IV)      | 1:5      | SpVg Berghofen (III)          |
| 4. August 2019 | HSG Warnemünde (IV)         | 0:7      | FSV Gütersloh 2009 (II)       |
| 4. August 2019 | Magdeburger FFC (III)       | 2:3      | Holstein Kiel (III)           |
| 4. August 2019 | SV Göttelborn (III)         | 1:5      | SG 99 Andernach (II)          |
| 4. August 2019 | SV Holzbach (IV)            | 0:4      | 1. FC Nürnberg (III)          |
| 4. August 2019 | Eintracht Frankfurt (III)   | 3:1      | SV Hegnach (IV)               |
| 4. August 2019 | SC Fortuna Köln (IV)        | 1:4      | FSV Hessen Wetzlar (III)      |
| 4. August 2019 | SV 67 Weinberg (III)        | 5:0      | Karlsruher SC (IV)            |

## 2. Runde
Die Auslosung zur 2. Runde erfolgte am 10. August.
| Datum             |                               | Ergebnis              |                            |
| ----------------- | ----------------------------- | --------------------- | -------------------------- |
| 7. September 2019 | Holstein Kiel (III)           | 1:3                   | 1. FC Köln (I)             |
| 7. September 2019 | SpVg Berghofen (III)          | 0:2                   | VfL Wolfsburg (I)          |
| 7. September 2019 | Eintracht Frankfurt (III)     | 0:5                   | FC Bayern München (I)      |
| 7. September 2019 | SG 99 Andernach (II)          | 0:1                   | FF USV Jena (I)            |
| 7. September 2019 | Borussia Bocholt (III)        | 0:7                   | 1. FFC Turbine Potsdam (I) |
| 7. September 2019 | SV 67 Weinberg (III)          | 0:1                   | 1. FC Saarbrücken (II)     |
| 8. September 2019 | 1. FC Nürnberg (III)          | 2:0 n. V.             | TuS Wörrstadt (III)        |
| 8. September 2019 | Borussia Mönchengladbach (II) | 1:2                   | Bayer 04 Leverkusen (I)    |
| 8. September 2019 | Arminia Bielefeld (II)        | 0:0 n. V. (5:3 i. E.) | MSV Duisburg (I)           |
| 8. September 2019 | SV Meppen (II)                | 1:5                   | SGS Essen (I)              |
| 8. September 2019 | Walddörfer SV (III)           | 1:4                   | Werder Bremen (II)         |
| 8. September 2019 | Hamburger SV (III)            | 2:2 n. V. (6:7 i. E.) | FSV Gütersloh 2009 (II)    |
| 8. September 2019 | FSV Hessen Wetzlar (III)      | 0:7                   | TSG 1899 Hoffenheim (I)    |
| 8. September 2019 | RB Leipzig (III)              | 0:1                   | 1. FFC Frankfurt (I)       |
| 8. September 2019 | FC Ingolstadt 04 (II)         | 0:2                   | SC Sand (I)                |
| 8. September 2019 | FC Forstern (III)             | 1:6                   | SC Freiburg (I)            |

## Achtelfinale
Die Auslosung erfolgte am 13. September.
| Datum             |                         | Ergebnis  |                            |
| ----------------- | ----------------------- | --------- | -------------------------- |
| 16. November 2019 | TSG 1899 Hoffenheim (I) | 6:1       | FF USV Jena (I)            |
| 16. November 2019 | 1. FFC Frankfurt (I)    | 0:1       | Bayer 04 Leverkusen (I)    |
| 16. November 2019 | Werder Bremen (II)      | 0:2       | SC Sand (I)                |
| 16. November 2019 | FC Bayern München (I)   | 1:3       | VfL Wolfsburg (I)          |
| 16. November 2019 | SC Freiburg (I)         | 2:3       | 1. FFC Turbine Potsdam (I) |
| 17. November 2019 | 1. FC Nürnberg (III)    | 1:2       | Arminia Bielefeld (II)     |
| 17. November 2019 | 1. FC Saarbrücken (II)  | 3:4 n. V. | FSV Gütersloh 2009 (II)    |
| 17. November 2019 | 1. FC Köln (I)          | 1:3       | SGS Essen (I)              |

## Viertelfinale
Die Auslosung erfolgte am 9. Februar 2020. Der Spielbetrieb im Pokal war aufgrund der COVID-19-Pandemie lange pausiert.
| Datum   |                            | Ergebnis  |                         |
| ------- | -------------------------- | --------- | ----------------------- |
| 2. Juni | Bayer 04 Leverkusen (I)    | 3:2 n. V. | TSG 1899 Hoffenheim (I) |
| 3. Juni | FSV Gütersloh 2009 (II)    | 0:3       | VfL Wolfsburg (I)       |
| 3. Juni | 1. FFC Turbine Potsdam (I) | 1:3       | SGS Essen (I)           |
| 3. Juni | Arminia Bielefeld (II)     | 3:2       | SC Sand (I)             |

## Halbfinale
Die Auslosung erfolgte ausnahmsweise schon vor der Viertelfinalrunde.
| Datum    |                         | Ergebnis |                   |
| -------- | ----------------------- | -------- | ----------------- |
| 10. Juni | Arminia Bielefeld (II)  | 0:5      | VfL Wolfsburg (I) |
| 10. Juni | Bayer 04 Leverkusen (I) | 1:3      | SGS Essen (I)     |

## Finale
Das Pokalfinale fand am 4. Juli 2020 statt.
| Paarung          | VfL Wolfsburg – SGS Essen |
| Ergebnis         | 3:3 n. V. (3:3, 1:2), 4:2 i. E. |
| Datum            | 4. Juli 2020, 16:45 Uhr |
| Stadion          | Rheinenergiestadion, Köln |
| Zuschauer        | 0 |
| Schiedsrichterin | Nadine Westerhoff (Bochum) |
| Tore             | 0:1 Schüller (1.) 1:1 Harder (11.) 1:2 Hegering (18.) 2:2 Blässe (70.) 3:2 Bloodworth (86.) 3:3 Ioannidou (90. +1) Elfmeterschießen: 1:0 Dominique Bloodworth 1:1 Lea Schüller 2:1 Cláudia Neto 2:2 Lena Sophie Oberdorf Alexandra Popp vergibt Friederike Abt hält gegen Irini Ioannidou 3:2 Lena Goeßling Friederike Abt hält gegen Nina Brüggemann 4:2 Pernille Harder |
| VfL Wolfsburg    | Friederike Abt – Anna Blässe, Sara Doorsoun, Lena Goeßling, Dominique Bloodworth – Svenja Huth (89. Pia-Sophie Wolter), Ingrid Syrstad Engen (97. Cláudia Neto), Alexandra Popp, Fridolina Rolfö – Pernille Harder, Ewa Pajor Cheftrainer: Stephan Lerch |
| SGS Essen        | Stina Johannes – Jacqueline Klasen, Nina Brüggemann, Marina Hegering, Lena Ostermeier – Jana Feldkamp, Elisa Senß – Turid Knaak (78. Irini Ioannidou), Lena Sophie Oberdorf, Nicole Anyomi (64. Ramona Petzelberger) – Lea Schüller Cheftrainer: Markus Högner |
| Gelbe Karten     | Pernille Harder, Anna Blässe – Nicole Anyomi |